# Андреев, Александр Фёдорович (изобретатель)
Александр Фёдорович Андреев (1893, Колпино, Санкт-Петербургская губерния — декабрь 1941, Ленинград) — советский изобретатель, разработавший первый в мире ранцевый ракетный аппарат на жидкостном реактивном двигателе.

## Биография
Александр Федорович Андреев родился в Колпине. Получил среднетехническое образование. С начала 1920-х годов проживал в Ленинграде.
В 1919 году разработал первый в мире ранцевый ракетный аппарат на жидкостном реактивном двигателе. Проект был направлен в Совнарком, а из него перенаправлен в Комитет по делам изобретений. Заявка на патент, получив критический отзыв, была отклонена.
В 1925 году подал новый, переработанный вариант заявки. После положительного отзыва эксперта и дальнейшей переделки текста, в 1928 году ему был выдан патент на изобретение.
Скончался в декабре 1941 года в блокадном Ленинграде от дистрофии.